# Jhon Jairo Vargas
Pour les articles homonymes, voir Vargas.
Jhon Jairo Vargas Espinosa, né le 4 janvier 1982 à Paipa, est un coureur de fond colombien spécialisé en course en montagne. Il est champion d'Amérique du Sud de course en montagne 2007.

## Biographie
Jhon Jairo fait ses débuts en athlétisme sur piste et se spécialise en 3 000 mètres steeple. En 2003, il remporte le titre de champion de Colombie de la discipline. Le 1er octobre 2006, il prend part aux championnats d'Amérique du Sud d'athlétisme à Tunja et se classe cinquième en 9 min 38 s 76.
Parallèlement à sa carrière sur piste, il s'illustre en course en montagne et décroche la médaille de bronze aux championnats de Colombie en 2004. Le 19 août 2006, il prend part à la première édition des championnats d'Amérique du Sud de course en montagne à Tunja. Son compatriote Jacinto López domine la course et remporte le titre, terminant une seconde devant Rolando Ortiz. Ce dernier n'étant pas engagé officiellement dans les championnats, Jhon Jairo obtient la médaille d'argent ainsi que celle d'or au classement par équipes,.
Annoncé comme favori aux championnats d'Amérique du Sud de course en montagne 2007 à Caracas, le champion du monde 2006 Rolando Ortiz connaît une méforme et termine seulement septième. Jhon Jairo en profite et remporte le titre,.
Il connaît son meilleur résultat aux mondiaux en terminant sixième du Trophée mondial de course en montagne 2008 à Sierre.
Il décroche deux nouvelles médailles d'argent aux championnats d'Amérique du Sud de course en montagne, en 2011 à Caracas derrière l'Équatorien Pedro Ramos puis en 2012 à Aratoca à nouveau derrière Jacinto López.

## Palmarès

### Piste
| Année | Compétition                                 | Lieu                 | Place | Épreuve         | Temps         |
| ----- | ------------------------------------------- | -------------------- | ----- | --------------- | ------------- |
| 2003  | Championnats de Colombie d'athlétisme       | Bogota               | 1er   | 3 000 m steeple | 9 min 35 s 14 |
| 2006  | Jeux d'Amérique centrale et des Caraïbes    | Carthagène des Indes | 8e    | 3 000 m steeple | 9 min 19 s 37 |
| 2006  | Championnats d'Amérique du Sud d'athlétisme | Tunja                | 5e    | 3 000 m steeple | 9 min 38 s 76 |

### Course en montagne
| no  | masculin          | Course                                               | Longueur | Départ            | Temps          |
| --- | ----------------- | ---------------------------------------------------- | -------- | ----------------- | -------------- |
| 3e  | Médaille d'argent | Championnats d'Amérique du Sud de course en montagne | 9 km     | 19 août 2006      | 34 min 31 s    |
| 1re | Médaille d'or     | Championnats d'Amérique du Sud de course en montagne | 12 km    | 12 août 2007      | 53 min 47 s    |
| 6e  | 6e                | Trophée mondial de course en montagne                | 12 km    | 14 septembre 2008 | 56 min 30 s    |
| 2e  | Médaille d'argent | Championnats d'Amérique du Sud de course en montagne | 12 km    | 7 août 2011       | 1 h 0 min 49 s |
| 3e  | Médaille d'argent | Championnats d'Amérique du Sud de course en montagne | 7,5 km   | 11 août 2012      | 47 min 38 s    |
| 1re | Médaille d'or     | Championnats de Colombie de course en montagne       | 13 km    | 9 août 2015       | 48 min 17 s    |

## Records
| Épreuve              | Performance    | Date              | Lieu     |
| -------------------- | -------------- | ----------------- | -------- |
| 3 000 mètres steeple | 9 min 5 s 12   | 16 juin 2006      | Caracas  |
| Semi-marathon        | 1 h 8 min 17 s | 11 septembre 2011 | Medellín |